# Giuseppe Passuello
Giuseppe Walter Passuello, né le 9 novembre 1951 à Milan et mort le 14 janvier 2020 à Livourne (Toscane), est un coureur cycliste italien, professionnel de 1977 à 1987. Son fils Domenico Passuello (1978) fut coureur professionnel. 

## Biographie
Bien qu'il ait remporté quelques victoires chez les amateurs, il n'est jamais parvenu à s'imposer chez les professionnels. Toutefois, il a obtenu quelques places d'honneur, comme la deuxième place à Nice-Alassio 1981 et au Grand Prix de l'industrie et de l'artisanat de Larciano 1984 et la troisième au Tour d'Ombrie 1985. 

## Palmarès

### Palmarès amateur
- 1974
  - 3e de Milan-Tortone
- 1975
  - Gran Premio della Baraggia
- 1976
  - Gran Premio Chianti Colline d'Elsa
  - 2e et 4e étapes du Tour des régions italiennes
  - 5e étape du Tour de la Vallée d'Aoste
  - 2e du Tour des régions italiennes

### Palmarès professionnel
- 1981
  - 2e de Nice-Alassio
- 1984
  - Cronostaffetta
  - 2e du Tour du Frioul
  - 2e du Grand Prix de Larciano
- 1985
  - 3e du Tour d'Ombrie

## Résultats sur les grands tours

### Tour d'Italie
6 participations
- 1977 : 83e
- 1979 : 45e
- 1980 : 39e
- 1981 : 79e
- 1983 : 89e
- 1984 : 89e

### Tour d'Espagne
1 participation
- 1978 : 37e